# Bósnia e Herzegovina nos Jogos Olímpicos de Verão de 2016
Bósnia e Herzegovina participou dos Jogos Olímpicos de Verão de 2016, que foram realizados na cidade do Rio de Janeiro, no Brasil, entre os dias 5 e 21 de agosto de 2016.

## Natação
| Atleta       | Prova           | Eliminatórias | Eliminatórias | Semifinal   | Semifinal   | Final       | Final       |
| Atleta       | Prova           | Tempo         | Pos.          | Tempo       | Pos.        | Tempo       | Pos.        |
| ------------ | --------------- | ------------- | ------------- | ----------- | ----------- | ----------- | ----------- |
| Amina Kajtaz | 100 m borboleta | 1:01,67       | 35º           | Não avançou | Não avançou | Não avançou | Não avançou |